# Rezé
Rezé (wymowaⓘ) – miejscowość i gmina we Francji, w regionie Kraj Loary, w departamencie Loara Atlantycka.
Według danych na rok 2010 gminę zamieszkiwało 38 425 osób, a gęstość zaludnienia wynosiła 2788 osób/km².